# Nathan Mao
Nathan Mao (* 26. März 2008 in Singapur), mit vollständigen Namen Nathan Mao Zhixuan, ist ein singapurischer Fußballspieler.

## Karriere
Nathan Mao erlernte das Fußballspielen in der Jugendmannschaft der Lion City Sailors. Die erste Mannschaft spielt in der ersten Liga, der Singapore Premier League. Sein Erstligadebüt gab der Jugendspieler am 31. März 2023 (6. Spieltag) im Auswärtsspiel gegen die Tampines Rovers. Bei der 4:3-Niederlage wurde er in der 90. Minute für Shawal Anuar eingewechselt. Mit der Einwechselung war Nathan Mao mit 15 Jahren und 5 Tagen der jüngste Debütant der Singapore Premier League aller Zeiten. Am Ende der Saison feierte er mit den Sailors die Vizemeisterschaft. Am 9. Dezember 2023 stand er mit den Sailors im Finale des Singapore Cup. Hier besiegte man Hougang United mit 3:1.

## Erfolge
Lion City Sailors
- Singapurischer Vizemeister: 2023
- Singapore Cup-Sieger: 2023